# Terdschola
Terdschola (georgisch თერჯოლა) ist eine Stadt im zentralen Teil Georgiens, in der Region Imeretien. Sie ist Verwaltungssitz der nach ihr benannten Munizipalität Terdschola.

## Lage
Terdschola liegt im Imeretischen Tiefland am Tschchari, einem rechten Nebenfluss der Qwirila. Die Kleinstadt liegt einige Kilometer nördlich der dort zur Autobahn ausgebauten internationalen Fernstraße S1, etwa 190 km nordwestlich von Tiflis und 14 km nordwestlich von Sestaponi. Die Stadt hat 4.644 Einwohner (2014).

## Geschichte
Terdschola wurde erstmals im 17. Jahrhundert urkundlich als Dorf erwähnt. 1950 wurde der Verwaltungssitz des 1930 gebildeten Rajons Tschchari nach dort verlegt und der Rajon entsprechend umbenannt. 1969 erhielt der Ort den Status einer Siedlung städtischen Typs und 1983 die Stadtrechte.

## Söhne und Töchter der Stadt
- Miriani Giorgadse (* 1976), Ringer